# Афузов, Тохтар
Тохта́р Изма́йлович Афу́зов (крымскотат. Tohtar Afuzov, Тохтар Афузов; 16 января 1901, Алупка, Таврическая губерния — 1942, Симферополь) — крымскотатарский художник, один из первых профессионалов в крымскотатарском изобразительном искусстве.

## Биография
Родился 16 января 1901 года в п. Алупка Ялтинского уезда Таврической губернии. Турецко-подданный до 1917 года. С 1922 по 1924 год служил в Красной Армии в Харькове. Творческую деятельность начал в 1930-е годы. Художественное образование получил в Москве в художественной школе В. Н. Мешкова в 1936—1938 годах. Затем учился в Московской государственной художественно-промышленной академии имени С. Г. Строганова. Также участвовал в различных республиканских и всесоюзных выставках. Член союза РАБИС, кандидат в члены Союза советских художников Крымской АССР.
После обучения вернулся в Алупку и рисовал пейзажи Крыма. Работал в Ялтинском отделении товарищества «Крымхудожник». За период 1930—1940 годов нарисовал такие картины как: «Дом в светлую ночь» (1937), «Вишни. Натюрморт» (1940), «Морской пейзаж» (1940) и другие картины, которые на данный момент хранятся в Симферопольском художественном музее и в Крымском республиканском краеведческом музее.
Расстрелян немецко-фашистскими оккупантами в 1942 (по некоторым источникам в 1941) году в Симферополе за участие в партизанском движении.